# Derby Pragi w piłce nożnej
Derby Pragi (cz. Pražské derby), również Derby praskich „S” (cz. Derby pražských „S”) – derby piłkarskie rozgrywane między Slavią a Spartą Praga. 
Mianem derbów praskich "S" określane są też spotkania Sparty i Slavii w hokeju na lodzie i futsalu. Mecze Slavii i Sparty z pozostałymi klubami z Pragi (np. Bohemians, Duklą i Viktorią Žižkov) i spotkania pomiędzy nimi są określane mianem "małych derbów Pragi" (cz. Malé pražské derby).

## Historia rywalizacji
Slavia i Sparta są najstarszymi istniejącymi (założone odpowiednio w 1892 i 1893; Slavia jako klub kolarski zaczęła grać w futbol dopiero w 1895) klubami piłkarskimi w Pradze i najbardziej utytułowanymi klubami w Republice Czeskiej (odpowiednio 7 i 12 mistrzostw Czech, 13 i 21 mistrzostw Czechosłowacji, 6 i 7 pucharów Czech i 8 pucharów Czechosłowacji zdobytych przez Spartę).

### Przed II wojną światową

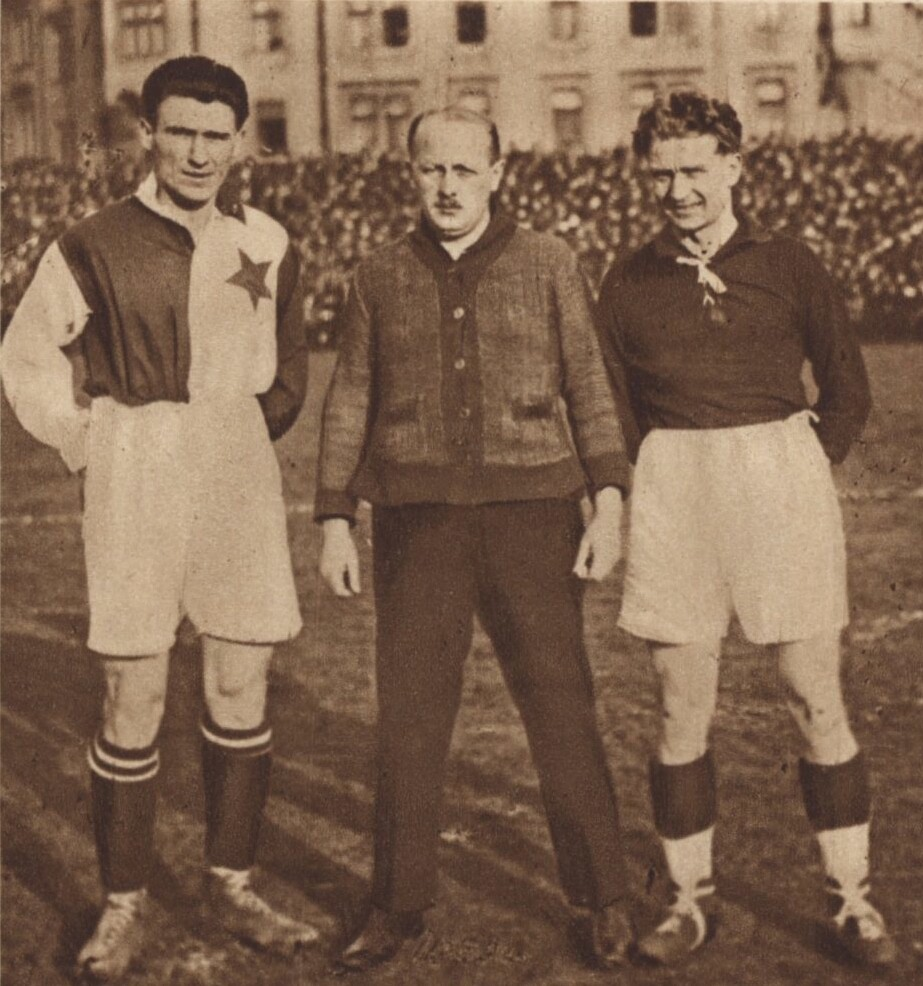
Kapitanowie Slavii (Josef Pleticha, z lewej) i Sparty (Karel Pešek) przed derbami w 1927

W czasach monarchii austro-węgierskiej oba kluby należały do pionerów piłki nożnej wśród praskich Czechów (istniały również silne kluby żydowskie i niemieckie, takie jak DFC Prag i BFC Germania). Slavia wzięła swoją nazwę od panslawistów i zamierzała krzewić kulturę słowiańską w wielokulturowej Pradze, z kolei Sparta w nazwie i klubowych symbolach inspirowała się kulturą (głównie fizyczną) antyku. 
W pierwszych latach istnienia oba kluby dzieliły boisko na wyspie na Wełtawie nazwanej Cesarską łąką (Císařská louka), gdzie już w 1896 w obecności 121 widzów rozegrano pierwsze, bezbramkowe (sędzia Josef Rössler-Ořovský nie uznał bramki Sparty) derby. Kolejne mecze rozgrywały się na nowych boiskach Slavii (Stadion Slavie na Letné) i Sparty w dzielnicy Letná (dziś znajduje się tam współczesny stadion Sparty). W prostej linii miało je dzielić od siebie 200 kroków.
Przed powstaniem ogólnopaństwowych rozgrywek ligowych, kluby uczestniczyły w rozgrywkach przede wszystkim według podziałów etnicznych. Od 1896 do 1922 Slavia i Sparta konkurowały w mistrzostwach Czech i Moraw (mistrovství Čech a Moravy) oraz w mistrzostwach czeskiego związku piłki nożnej (mistrovství ČSF), gdzie więcej tytułów zgromadziła Slavia. 
W międzywojniu obie praskie "S" rywalizowały ze sobą w nowej lidze czechosłowackiej – do aneksji Czechosłowacji przez nazistów Slavia zgromadziła w niej 8 mistrzostw, a Sparta 6 mistrzostw kraju. Przez cały czas istnienia czechosłowackiej ligi od 1925 do 1939, tylko raz wygrała ją drużyna spoza praskich "S" (Viktoria Žižkov w 1928). Rywalizacja między sąsiadami była zacięta na boisku i poza nim – w derbach z września 1931 (Sparta wygrała 3:1) sędzia miał odgwizdać 50 fauli zawodników obu drużyn, w tym wstrząśnienie mózgu i złamaną nogę.
W czasie wojny oba kluby występowały w czeskiej lidze krajowej (Národni liga) Protektoratu Czech i Moraw pod administracją niemiecką, w której Slavia triumfowała cztery razy, a Sparta raz.

### Po II wojnie światowej

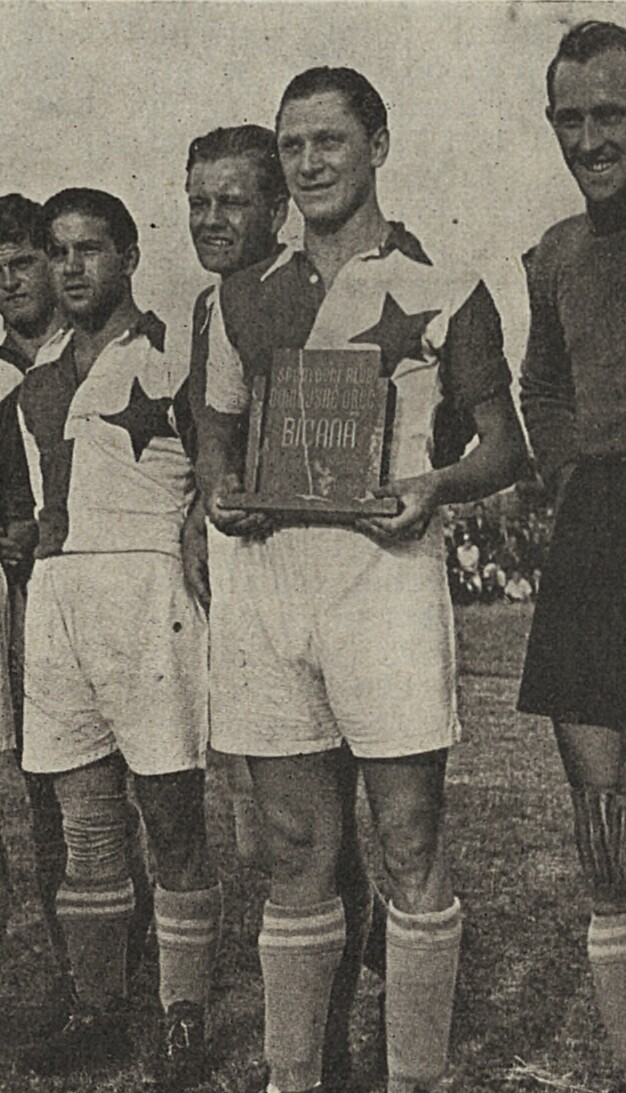
"Pepi" Bican, napastnik Slavii i najlepszy strzelec w historii derbów Pragi

W 1947 Slavia zdobyła ostatnie mistrzostwo kraju (kolejny tytuł wygrała dopiero w 1996, już w Republice Czeskiej) w historii czechosłowackiej ligi, a rok później Komunistyczna Partia Czechosłowacji przejęła pełnię władzy w kraju po zamachu stanu. Jako klub z rodowodem mieszczańskim, Slavia została uznana przez nowe władze za organizację "burżuazyjną" i "inteligencką" (w przeszłości jej zawodnikiem był obalony prezydent Edvard Beneš). W epoce stalinizmu klub był zmuszany do zmiany nazwy (na Dynamo Praga) i barw (z biało-czerwonych na niebieskie) oraz marginalizowany przez władze kosztem nowego wojskowego klubu ATK (później Dukla Praga) i derbowego rywala. W latach 60. został uratowany przez kibiców od likwidacji i następnie występował w europejskich pucharach, ale do rozpadu Czechosłowacji już nie był w stanie dorównać osiągnięciom Sparty.
Druga praska "S" po reformie sportu na wzór radziecki została klubem kolejowym i do rozpadu Czechosłowacji z końcem 1992 oraz końca czechosłowackiej ligi (ostatni sezon 1992/1993 przeżył wspólne państwo o kilka miesięcy) zgromadziła 14 mistrzostw kraju i więcej wygranych w derbowych meczach ze Slavią. 
12 września 1992 w ostatnich "czechosłowackich" derbach Slavia pokonała Spartę 2:0 na Edenie (w latach 50. przeniosła się z Letnej do dzielnicy Vršovice sąsiadującej z Vinohradami, gdzie w XIX wieku powstała Sparta).

### W Republice Czeskiej
Od sezonu 1993/1994 samodzielnej czeskiej ligi, mistrzów Czech do 2002 wyłaniała wyłącznie rywalizacja praskich "S" (siedem mistrzostw Sparty, jedno mistrzostwo i sześć wicemistrzostw Slavii). W przegranym finale EURO 1996 w barwach reprezentacji Czech wystąpiło trzech zawodników Sparty (Petr Kouba, Michal Horňák, Pavel Nedvěd) i czterech Slavii (Jan Suchopárek, Radek Bejbl, Karel Poborský i Vladimír Šmicer). 
Po rozpadzie Czechosłowacji długo lepiej radziła sobie Sparta – Slavia po pierwszym mistrzostwie w 1996 na kolejny tytuł czekała do 2008. W sezonie 1999/2000 Sparta już przegrywała ze Slavią 0:1, ale ostatecznie po golach Vratislava Lokvenca i Jiřígo Novotnego fetowała mistrzostwo Czech po derbowym zwycięstwie 5:1 na własnym boisku. 13 maja 2002 na stadionie Evžena Rošickiego Slavia pokonała Spartę 2:1 w finałowym meczu i sięgnęła po swój trzeci puchar Czech od rozpadu Czechosłowacji.
W latach 10. XXI wieku rywalizację obu praskich klubów przyćmiły sukcesy Viktorii Pilzno. Sytuacja uległa zmianie, gdy obie praskie "S" zyskały nowych właścicieli i głównym sponsorem Sparty został czeski magnat energetyczny i medialny Daniel Křetínský. Slavii groziło bankructwo, zanim w 2015 większościowe udziały w klubie nabył chiński koncern CEFC China Energy (zastąpiony potem przez CITIC Group). Od ostatniego mistrzostwa Sparty w 2014, Slavia została mistrzem Czech czterokrotnie (w 2017, 2019, 2020 i 2021).

## Kibice

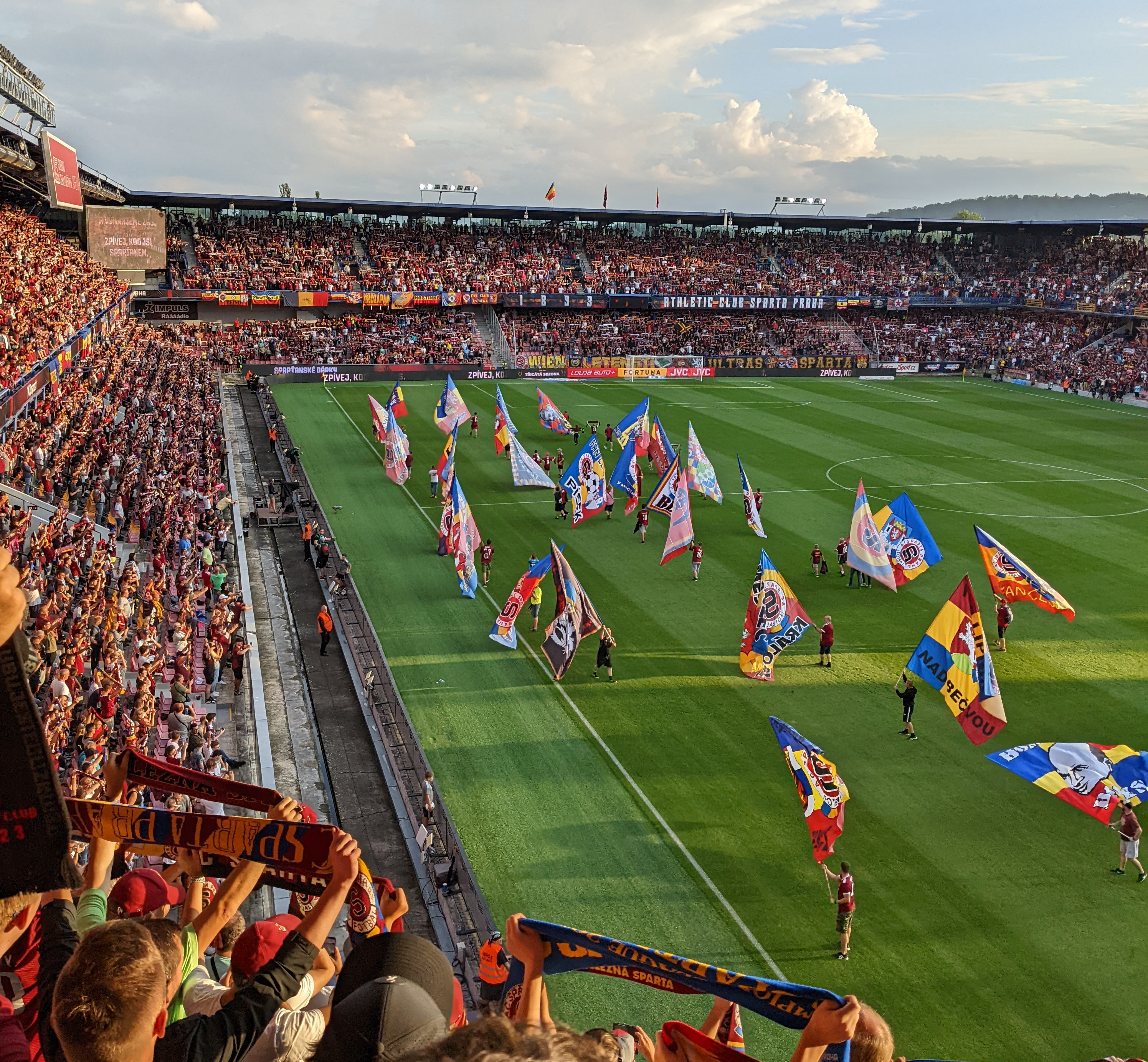
Kibice Sparty na Generali Arena
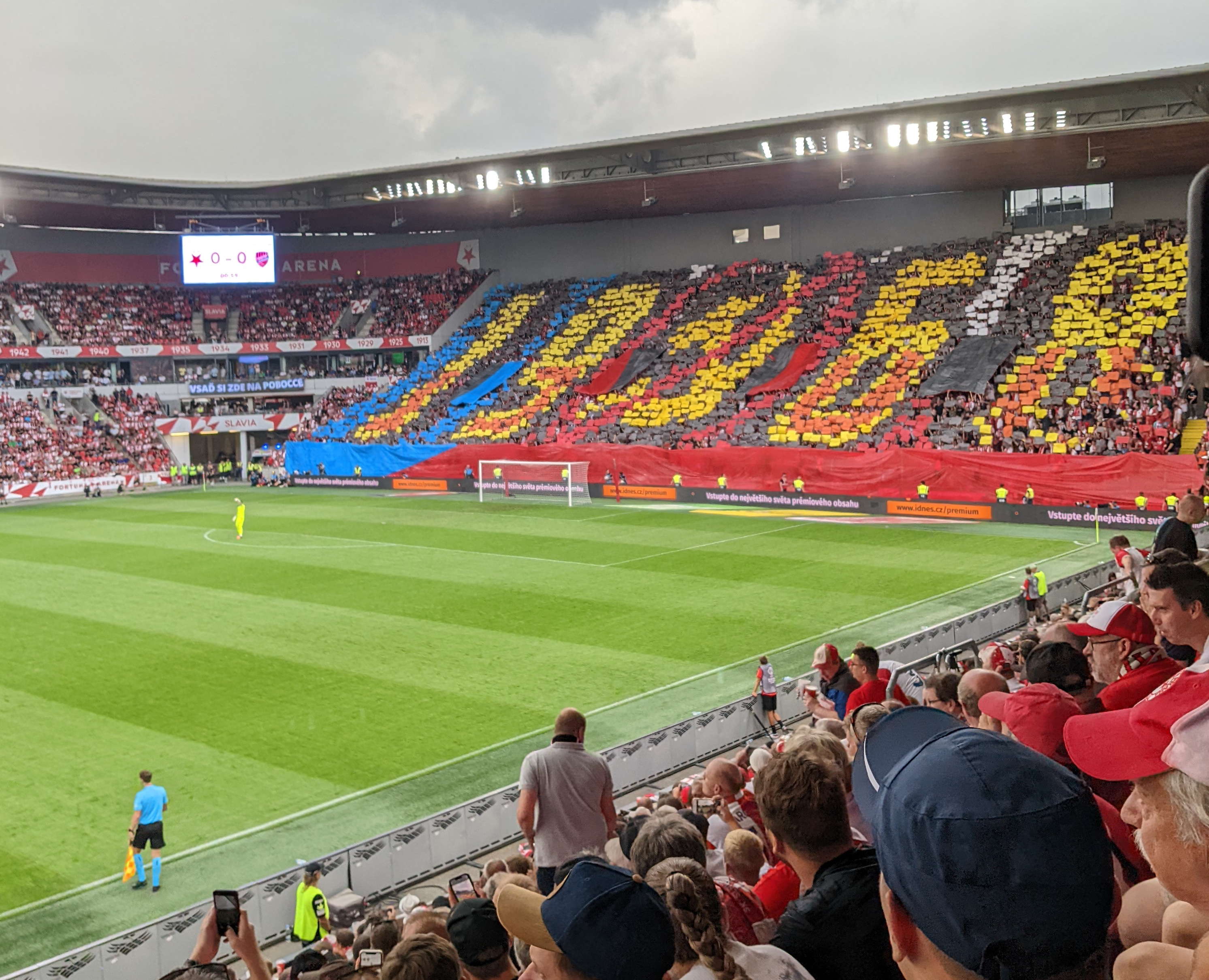
Kibice Slavii na stadionie Eden

Derby Pragi rokrocznie przyciągają najwyższą widownię w czeskiej ekstraklasie (średnio powyżej 19 tysięcy widzów). Na 15 meczów ligowych z największą frekwencją w XXI wieku, jedenaście to spotkania Slavii i Sparty (derby na stadionie Sparty 24 kwietnia 2007 oglądało rekordowe 20 565 widzów). Rekord wszech czasów padł na gigantycznym stadionie w Strahovie, gdzie 4 września 1965 remis 2:2 między praskimi "S" miało oglądać 50 105 kibiców. Były to też pierwsze derby Pragi transmitowane na żywo przez czeską telewizję i radio.
Według badań Kantaru, rywalizacja praskich "S" interesuje najwięcej kibiców w Republice Czeskiej. Slavii ma kibicować 14%, a Sparcie 11% Czechów (trzeciemu Baníkowi 10%). W samej stolicy więcej kibiców ma mieć Sparta (32%, Slavia 19%, 10% kibicuje Bohemians), jednak w kraju środkowoczeskim przeważają kibice Slavii. 
Ze względu na częste przeprowadzki obu klubów (Sparty z Vinohradów na Letną, Slavii z Letnej do Vršovic), nie istnieją wyraźne podziały geograficzne między kibicami praskich "S" wewnątrz Pragi. Slavia uchodzi za klub mieszczańskiej, liberalnej i inteligenckiej części Pragi (ultras Tribuna Sever określają się jako apolityczni, na meczach prezentują symbole antykomunistyczne). Sukcesy Sparty w czasach komunistycznej Czechosłowacji przyciągnęły na trybuny cały przekrój społeczny, jednak tradycyjnie jest klubem kojarzonym z klasą pracującą, drobnomieszczaństwem i napływowymi mieszkańcami rozległych praskich blokowisk (paneláków), co powoduje napięcia między sympatykami obu klubów. 

### Slavia a antysemityzm
W symbolice używanej przez kibiców Sparty, jak meczowy okrzyk Jude, Slavie! (zmieniany często na Jugoslavie!, na przykład dla uniknięcia kar pieniężnych dla klubu, oskarżeń o antysemityzm lub po prostu żartobliwie przekręcany), Slavia jest błędnie określana jako klub żydowski. Historyk Vladimír Zápotocký za początek utożsamiania Slavii z Żydami wskazuje towarzyski mecz z West Ham United w 1923, który Slavia miała odwołać już po wyprzedaniu biletów dla pieniędzy z polisy, wcześniej ubezpieczając spotkanie z Anglikami od opadów deszczu. W odpowiedzi sympatycy Sparty mieli nazywać piłkarzy (i kibiców) Slavii Żydami, co praktykowane jest do dzisiaj, głównie przy okazji meczów derbowych. Autor monografii Slavii Pavel Procházka przypuszczał, że pięcioramienna czerwona gwiazda z herbu Slavii na czarno-białych fotografiach mogła być mylona z sześcioramienną gwiazdą Dawida. Przed II wojną światową społeczność żydowską Pragi skupiał głównie niemieckojęzyczny klub DFC Prag, rozwiązany przez okupacyjne władze po inwazji III Rzeszy w 1939 i reaktywowany w 2016.

## Statystyki
Do roku 2023 rozegrano ponad 300 oficjalnych derbowych spotkań pomiędzy Slavią i Spartą. W ogólnym bilansie o 40 zwycięstw lepsza jest Sparta z 137 wygranymi, Slavia wygrała 97 meczów, 73 razy padł remis. 
Najwyższy wynik w derbach padł w 1907, kiedy w towarzyskim spotkaniu Slavia pokonała Spartę 9:1.
Osobiste rekordy należą do piłkarzy Slavii – Josef Bican strzelił 35 derbowych bramek, a Vlastimil Kopecký w derbach Pragi wystąpił 54 razy. Po stronie Sparty najlepszym strzelcem z 19 golami jest Josef Ludl. Najwyższym zwycięstwem Sparty jest 8:1 z towarzyskiego meczu o Puchar Pokoju i Przyjaźni (Pohár míru a přátelství) w 1952.
Ostatnie jak dotąd, 306. derby Pragi, rozegrano na stadionie Sparty 3 maja 2023 w finale pucharu Czech i zakończyły się wygraną Slavii 2:0.

### Porównanie klubów
| Zestawienie klubów                                                    | Zestawienie klubów                                              | Zestawienie klubów |
| --------------------------------------------------------------------- | --------------------------------------------------------------- | --- |
| Slavia                                                                |                                                                 | Sparta |
| 2 listopada 1892                                                      | Data założenia                                                  | 16 listopada 1893 |
| 6 1897 (wiosna), 1897 (jesień), 1898, 1899, 1900, 1901                | Mistrzostwa Czech i Moraw (1896–1902)                           | 0 |
| 1 1915                                                                | Mistrzostwa Czeskiego związku footballowego (1909–1917)         | 1 1909 |
| 2 1918, 1924                                                          | Mistrzostwa żupy środkowoczeskiej (1918–1924)                   | 3 1920, 1921, 1923 |
| 8 1925, 1928/29, 1929/30, 1930/31, 1932/33, 1933/34, 1934/35, 1936/37 | Mistrzowie Czechosłowacji (1925–1939)                           | 6 1925/26, 1927, 1931/32, 1935/36, 1937/38, 1938/39                                                                       |
| 4 1939/40, 1940/41, 1941/42, 1942/43                                  | Mistrzowie ligi krajowej Protektoratu Czech i Moraw (1940–1944) | 1 1943/1944 |
| 1 1946/47                                                             | Mistrzostwo Czechosłowacji (1946–1993)                          | 14 1945/46, 1947/48, 1952, 1954, 1964/65, 1966/67, 1983/84, 1984/85, 1986/87, 1987/88, 1988/89, 1989/90, 1990/91, 1992/93 |
| 0                                                                     | Puchar Czechosłowacji (1961–1993)                               | 8 1963/64, 1971/72, 1975/76, 1979/80, 1983/84, 1987/88, 1988/89, 1991/92                                                  |
| 7 1995/96, 2007/08, 2008/09, 2016/17, 2018/19, 2019/20, 2020/21       | Mistrzostwo ligi czeskiej (1993–)                               | 13 1993/94, 1994/95, 1996/97, 1997/98, 1998/99, 1999/00, 2000/01, 2002/03, 2004/05, 2006/07, 2009/10, 2013/14, 2022/23    |
| 7 1996/97, 1998/99, 2001/02, 2017/18, 2018/19, 2020/21, 2022/23       | Puchar Czech (1993–)                                            | 7 1995/96, 2003/04, 2005/06, 2006/07, 2007/08, 2013/14, 2019/2020                                                         |
| 96                                                                    | Zwycięstwa w derbach Pragi                                      | 137 |

### Bilans derbów Pragi (od 1993)
Stan na 28 lutego 2023
| Rozgrywki              | Mecze | Zwycięstwa Slavii | remisy | Zwycięstwa Sparty |
| ---------------------- | ----- | ----------------- | ------ | ----------------- |
| Liga czeska (od 1993)  | 64    | 15                | 22     | 27                |
| Puchar Czech (od 1993) | 8     | 7                 | 0      | 2                 |
| Towarzyskie            | 2     | 1                 | 1      | 0                 |
| Razem                  | 74    | 23                | 23     | 29                |

### Ostatnie derby Pragi wlidze

#### Legenda
wygrana Slavii
     wygrana Sparty
     remis
| Sezon   | Gospodarz | Wynik | Goście |
| ------- | --------- | ----- | ------ |
| 2013/14 | Sparta    | 3:0   | Slavia |
| 2014/15 | Slavia    | 0:2   | Sparta |
| 2014/15 | Sparta    | 2:1   | Slavia |
| 2015/16 | Slavia    | 1:0   | Sparta |
| 2015/16 | Sparta    | 3:1   | Slavia |
| 2016/17 | Sparta    | 0:2   | Slavia |
| 2016/17 | Slavia    | 1:1   | Sparta |
| 2017/18 | Slavia    | 2:0   | Sparta |
| 2017/18 | Sparta    | 3:3   | Slavia |
| 2018/19 | Sparta    | 2:2   | Slavia |
| 2018/19 | Slavia    | 1:1   | Sparta |
| 2019/20 | Slavia    | 2:1   | Sparta |
| 2019/20 | Sparta    | 0:3   | Slavia |
| 2020/21 | Slavia    | 0:0   | Sparta |
| 2020/21 | Sparta    | 0:3   | Slavia |
| 2020/21 | Sparta    | 0:2   | Slavia |
| 2021/22 | Sparta    | 1:0   | Slavia |
| 2021/22 | Slavia    | 2:0   | Sparta |
| 2021/22 | Slavia    | 1:2   | Sparta |
| 2022/23 | Slavia    | 4:0   | Sparta |
| 2022/23 | Sparta    | 3:3   | Slavia |
| 2022/23 | Sparta    | 3:2   | Slavia |

### Ostatnie derby Pragi wpucharze Czech
awans Slavii
     awans Sparty
| Sezon   | Runda                | Gospodarz | Wynik | Goście |
| ------- | -------------------- | --------- | ----- | ------ |
| 1995/96 | 1/4 finału           | Sparta    | 2:0   | Slavia |
| 1998/99 | 1/2 finału           | Sparta    | 0:1   | Slavia |
| 2001/02 | finał                | Slavia    | 1:0   | Sparta |
| 2009/10 | 1/4 finału (1. mecz) | Slavia    | 1:0   | Sparta |
| 2009/10 | 1/4 finału (rewanż)  | Sparta    | 0:1   | Slavia |
| 2018/19 | 1/2 finału           | Slavia    | 3:0   | Sparta |
| 2020/21 | 1/2 finału           | Sparta    | 0:3   | Slavia |
| 2021/22 | 1/4 finału           | Slavia    | 0:2   | Sparta |
| 2022/23 | finał                | Sparta    | 0:2   | Slavia |

## W obu klubach

### Piłkarze[28][29]
- Karel Nedvěd (w 1897 przeszedł ze Slavii Praga do Sparty)
- Jan Košek, Jindřich Baumruck i Rudolf Krummer (w 1904 ze Slavii do Sparty, rok później z powrotem)
- Josef Bělka (w 1911 ze Slavii do Sparty, rok później powrót)
- Jan Ruth (w 1913 ze Slavii do Sparty)
- Jan Vaník (w 1916 ze Slavii do Sparty)
- Josef Šroubek (w 1913 ze Slavii do Sparty, w 1919 wrócił)
- Josef Sedláček (w 1918 ze Slavii do Sparty)
- Josef Rektorys (w 1922 ze Sparty do Slavii)
- František Plodr (w 1926 ze Slavii do Sparty)
- Josef Silný (w 1926 ze Slavii do Sparty)
- Otto Šimonek (w 1928 ze Sparty do Slavii)
- Karel Hejma (w 1932 ze Sparty do Slavii)
- Vojtěch Bradáč (w 1942 Sparta wypożyczyła go ze Slavii)
- Miroslav Kupsa, Ladislav Ledecký i Andre Houška (w 1951 ze Slavii do Sparty)
- Jiří Pešek (w 1955 ze Sparty do Slavii)
- Jaroslav Jareš (w 1956 ze Sparty do Slavii, rok później powrót)
- Josef Pešice (od 1971 do 1975 w Sparcie, od 1979 do 1984 w Slavii)
- Miroslav Stárek (w 1979 ze Slavii do Sparty)
- Miroslav Kováč (w 1982 ze Slavii do Sparty)
- Patrik Berger (w 1991 ze Sparty do 1995 w Slavii, ponownie w Sparcie od 2008 do 2009)
- Karel Poborský (do 1996 w Slavii, od 2002 do 2005 w Sparcie)
- Pavel Horváth (od 1996 do 2000 w Slavii, od 2006 do 2008 w Sparcie)
- Vladimír Labant (w 1999 ze Slavii do Sparty)
- Pavel Novotný (do 1997 w Slavii, w 2001 ze Sparty do Slavii)
- Karol Kisel (od 2005 do 2008 w Sparcie, w Slavii od 2010 do 2011 i od 2012 do 2014)
- Matúš Kozáčik (w 2007 ze Slavii do Sparty)
- Erich Brabec (od 2007 do 2009 w Slavii, od 2010 do 2012 w Sparcie)
- Ladislav Volešák (w 2007 ze Sparty do Slavii)
- Martin Abraham (w 2008 ze Sparty do Slavii)
- Martin Juhar (w 2012 ze Sparty do Slavii)
- Bekim Balaj (w 2014 ze Sparty do Slavii)
- Simon Deli (w 2015 ze Sparty do Slavii)
- Josef Hušbauer (w 2015 ze Sparty do Slavii)
- Nicolae Stanciu (od 2018 do 2019 w Sparcie, od 2019 do 2022 w Slavii)
- Srđan Plavšić (w 2021 ze Sparty do Slavii)

### Trenerzy
- Antonín Rýgr (grał w Sparcie 1950–1954, trenował Slavię 1956–1958, 1959, 1960–1963 i 1970–1972, trenował Spartę w 1978)
- Jozef Jarabinský (grał w Sparcie 1969–1971, trenował Slavię 1992–1993 i Spartę w 1995 i 2002)
- Jaroslav Jareš (grał w Sparcie 1954–1955 i w Slavii 1956–1957, trenował Slavię 1973–1979 i 1984–1986)
- Josef Pešice (w Slavii 1995–1997 i 2001, w Sparcie 2002)
- Petr Rada (w Slavii w 1998 i 2012–2013, w Sparcie w 2017)
- Miroslav Koubek (grał w Sparcie 1978–1982, trenował Slavię 2013–2014)